# 能量醫學
能量醫學是另類醫學的一個分支，基於一種偽科學信念，即治療師可以將「治療能量」引導到患者體內並產生正面的效果。使用能量補充，例如電療、磁療、手法治療和遠程治療。它也被稱為能量療法。待處理的“能量”包括科學證明存在的能量（電能、磁能、光能）、非科學能量（靈氣、信仰）和傳統概念（氣功跟經絡）。
不過在臨床研究上，能量醫學沒有顯著療效。能量醫學的理论基础被醫學專業人士批评为不可信 ；一些支持能量医学的研究結果被醫學專業人士指出有方法上的缺陷和選擇偏誤（Selection Bias），而所謂的治疗结果被判定为是由已知的心理机制（例如安慰劑效應）造成的 。一些「能量醫療」商品眾所周知是欺詐行為，而推销 “能量医学”產品的人在美國引發執法行動。